# Wilhelm Bleek (Linguist)

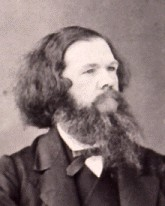
Wilhelm Bleek

Wilhelm Heinrich Immanuel Bleek (* 8. März 1827 in Berlin; † 17. August 1875 in Kapstadt) war ein deutscher Sprachwissenschaftler. Sein Hauptwerk ist eine vergleichende Grammatik der südafrikanischen Sprachen.

## Leben
Wilhelm Bleek wurde als ältester Sohn des Theologen Friedrich Bleek und seiner Ehefrau Auguste geb. Sethe, Tochter des preußischen Hofrats Christoph von Sethe, geboren. Als Wilhelm zwei Jahre alt war, zog die Familie nach Bonn, weil der Vater dort eine Professur erlangt hatte. Sie bewohnte erst zwei Häuser in der Kölnstraße und dann ein Haus in der Nähe des Münsters, direkt an der Stadtmauer gelegen. Nach dem Besuch des Gymnasiums immatrikulierte Wilhelm sich 1845 an der Bonner Universität für ein Theologiestudium und wurde 1845 als Konkneipant Mitglied der Burschenschaft Fridericia Bonn. Bleek absolvierte vier Semester und wechselte 1848 für zwei Semester nach Berlin, wo er bei Lepsius hörte. Er kehrte nach Bonn zurück und promovierte 1851 an der Rheinischen-Friedrich-Wilhelms-Universität mit einer Arbeit über die Nominalklassen der afrikanischen Sprachen. Da sich die offizielle Sprachwissenschaft nicht für afrikanische Sprachen interessierte und sie sogar der wissenschaftlichen Untersuchung für unwürdig hielt, sah Bleek keine Möglichkeit, sich im akademischen Bereich zu etablieren. Statt sich zu habilitieren, ging er schon zwei Jahre nach seiner Promotion nach Kapstadt, wo er eine Anstellung als Bibliothekar annahm. Hier konnte er seine Forschungen fortsetzen und sich der Erforschung der Bantu- und Khoisan-Sprachen sowie der Sammlung afrikanischer Märchen und Sagen widmen. Im Jahre 1859 kehrte er für kurze Zeit noch einmal nach Deutschland zurück. Am 22. November 1862 heiratete Wilhelm Bleek Jemima Lloyd, eine Tochter William Henry Lloyds, der in Südafrika seit 1849 als Militärkaplan arbeitete. Seit dieser Zeit wohnte auch Jeminas Schwester Lucy Lloyd, die wegen eines Schiffsunglücks ihre gesamte Habe auf der Reise zu deren Hochzeit verloren hatte, mit ihnen zusammen. Sie wurde zur wichtigsten Mitarbeiterin Wilhelm Bleeks und führte diese Arbeit auch nach dessen Tod fort. Seit 1871 war er auswärtiges Mitglied der Bayerischen Akademie der Wissenschaften.
Bleek starb 1875 mit 48 Jahren in einem Kapstadter Krankenhaus. Seine Schwägerin und später auch seine Tochter Dorothea führten seine Forschungsarbeiten weiter.

## Leistung
Bleeks Veröffentlichungen sind neben den Arbeiten des Afrikaforschers Heinrich Barth zu den zentralafrikanischen Sprachen die wichtigsten Beiträge zur Afrikanistik in der Mitte des 19. Jahrhunderts, weil sie weder von christlich-missionarischen Perspektiven noch durch rassentheoretische Überlegungen verzerrt waren. Er war ein Cousin von Ernst Haeckel, dem führenden deutschen Darwinisten, der zur Frage, ob man die Sprachgeschichte mit dem aus der Biologie entliehenen Instrumentarium des Darwinismus rekonstruieren könne, Stellung nahm. Große Bedeutung erlangte seine Grammatik des Zulu und die Einführung seines Nummerierungssystems für die Nominalklassen, das heute noch benutzt wird. Sein Werk über Buschmann-Folklore, eine Sammlung von Erzählungen des Volkes der San, gehörte für Elias Canetti zu „den kostbarsten Dokumenten über das Wesen der Verwandlung“ (vgl. Masse und Macht).
Durch Wilhelm Bleek hätte Bonn – neben Berlin durch Heinrich Barth – zur Heimat der deutschen Afrikanistik werden können, aber beide Forscher scheiterten in Deutschland am Widerstand der etablierten Sprachwissenschaftler, die eine Beschäftigung mit den afrikanischen Sprachen für unter ihrer Würde hielten. Erst mit dem Eintritt Deutschlands in den Kreis der Kolonialmächte blühte die Wissenschaft wieder auf, allerdings primär zwecks Ausbildung von sprachenkundigen Verwaltungsbeamten und Kolonialoffizieren.
Wilhelm Bleeks Sammlungen von Erzählungen der San (Buschmann-Folklore) hatten starken Einfluss auf das literarische Werk des südafrikanisch-britischen Autors Laurens van der Post, insbesondere auf dessen Buch The Lost World of the Kalahari.

## Schriften (Auswahl)
- De nominum generibus linguarum Africae australis, Copticae, Semiticarum aliarumque sexualium. Bonn 1851. Digitalisat.
- A Comparative Grammar of South African Languages. Trübner, London 1862: Part I. Phonology; 1869: Part II. The Concord. Digitalisate.
- Reynard the Fox in South-Africa; or, Hottentot Fables and Tames. Chiefly translated from original manuscripts in the library of His Excellency Sir George Grey, K.C.B. by W. H. I. Bleek. Trübner, London 1864. Digitalisat.
- Handbook of African, Australian, and Polynesian Philology, […]. Classed, annotated, and edited by Sir George Grey and Dr. H. I. Bleek.[3]
- Über den Ursprung der Sprache. Herausgegeben mit einem Vorwort von Dr. Ernst Haeckel. H. Böhlau, Weimar 1868. Digitalisat.
- Reineke Fuchs in Afrika. Fabeln und Märchen der Eingeborenen. Hermann Böhlau, Weimar 1870. Digitalisat.
- A brief account of Bushman folk-lore and other texts. Second report concerning Bushman researches. London 1875. Digitalisat.
- Specimens of Bushman Folklore. Von Wilhelm Bleek und Lucy Lloyd. G. Allen, London 1911. Digitalisat.